# Ayler Records
Ayler Records is een Zweeds platenlabel, dat jazzplaten uitgeeft. Het label werd in 2000 opgericht door Jan Ström en kunstschilder Åke Bjurhamn en heeft sindsdien archiefopnamen en nieuw materiaal uitgebracht van jazzmusici die free jazz en geïmproviseerde muziek maken. In veel gevallen gaat het om liveopnamen. De albums verschijnen in de vorm van digi-packs en hebben een bijzondere hoesvormgeving. Ook zijn er uitgaven die alleen maar kunnen worden gedownload. Sinds 2003 werkt Ayler Records samen met een ander Zweeds platenlabel, Silkheart Records, dat zich eveneens richt op free jazz. In 2009 verhuisde Ayler Records naar Frankrijk, waar het nu wordt geleid door Stéphane Berland.
Artiesten die op het label werden uitgegeven zijn onder meer Sunny Murray, Peter Brötzmann, Charles Gayle, Hamid Drake, Albert Ayler, Jimmy Lyons en de Nederlandse drummer Han Bennink (met Mark O'Leary).